# Fantastiska Wilbur 2
Fantastiska Wilbur 2 är en amerikansk animerad film från 2003, och uppföljare till filmen från 1973 Fantastiska Wilbur.

## Röster (original)
- Anndi McAfee som Joy
- David Berón som Wilbur
- Julia Duffy som Charlotte
- Dawnn Lewis som Bessie
- Amanda Bynes som Nellie
- Maria Bamford som Aranea
- Laraine Newman som Gwen
- Nika Futterman som Baby Rats
- Rob Paulsen som räven Farley
- Debi Derryberry som Fern Arable
- Brenda Vaccaro som Mrs. Hirsch
- Jerry Houser som Mr. Zuckerman
- Charles Adler som Templeton och Lurvy
- Harrison Chad som lammet Cardigan
- Valery Pappas som kyckling

## Sånger
- "It's Not So Hard to Be a Pig"
- "Watch Out Wilbur the Pig!"
- "It's Good to Be Me"
- "Charlotte's kids"